# Cayo Antistio Regino
Cayo o Gayo Antistio Regino  fue un militar romano del siglo I a. C.
Fue legado de Julio César en la guerra de las Galias y comandó después la flota del mar Tirreno. Amigo de Cicerón quien lo menciona en una de sus cartas.